# Tamborina australis
Tamborina australis är en insektsart som först beskrevs av Walker, F. 1869.  Tamborina australis ingår i släktet Tamborina och familjen syrsor. Inga underarter finns listade i Catalogue of Life.